# Krówki
Krówki ([ˈkrufki], số nhiều; krówka số ít), theo nghĩa đen có nghĩa là "con bò nhỏ," là món ăn vặt Ba Lan, là một loại kẹo bơ cứng làm từ sữa mềm. Kẹo được làm thủ công, có vỏ cứng và giòn, bên trong thì "lỏng".
Đây là một trong những loại bánh kẹo phổ biến nhất của Ba Lan, được bán trên toàn thế giới và có thể được coi là "kẹo dulce de leche". Nhiều thương hiệu của kẹo được bày bán thương mại; hầu hết chúng có hình dạng là một viên kẹo được bọc trong giấy trắng và vàng với hình ảnh con bò Holstein. Được biết đến rộng rãi trên khắp châu Âu ngay cả trước khi kết thúc Chiến tranh Lạnh, món ăn này tựa như kẹo kem thỏ trắng nổi tiếng khắp Đông Á, hay vùng Tablet của Scotland.
Công thức ban đầu của kẹo chứa sữa, đường, và đôi khi bơ, kem sữa và hương vani. Ngoài ra còn có trái cây (ví dụ: chuối), ca cao, cà phê, hạt, cam thảo krówki có hương vị hoặc sữa đậu nành cho người tiêu dùng không dung nạp lactose. Krówki có thể được nấu tại nhà, sử dụng chảo gang và các thành phần đã được đề cập ở trên.
Công ty bánh kẹo "L. Pomorski i syn" tuyên bố rằng krówki lần đầu tiên được sản xuất tại Poznań bởi gia đình Pomorski, sau đó bị Đức Quốc xã trục xuất tới Milanówek gần Warszawa trong Thế chiến II.
Ở Đức, krówki thường được gọi là Muh-Muhs  (sau khi tiếng bò phát ra) hoặc Kuhbonbons (kẹo bon bon bò).

## Danh sách các sản phẩm truyền thống của Ba Lan
Krówki được thêm vào danh sách các sản phẩm truyền thống Ba Lan của Bộ trưởng Bộ Nông nghiệp:
- "Krówka Opatowska" - được sản xuất từ năm 1982, được cắt thủ công, đóng gói và sản xuất theo cách truyền thống ở Opatów. Đã thêm vào danh sách danh sách các sản phẩm truyền thống vào ngày 07/02/2011
- "Krówka Szczecinecka" - được sản xuất từ năm 1971, tại Szczecinek, được thêm vào danh sách Sản phẩm truyền thống vào ngày 19/01/2016